# Festuca triplicifolia
Festuca triplicifolia är en gräsart som beskrevs av Jean Jacques Vetter. Festuca triplicifolia ingår i släktet svinglar, och familjen gräs. Inga underarter finns listade i Catalogue of Life.